# Ratusz w Londynie
Ratusz w Londynie (ang. City Hall in London) – siedziba władz Londynu (Greater London Authority) i burmistrza Londynu.
Znajduje się na południowym brzegu Tamizy niedaleko Tower Bridge. Budynek został zaprojektowany przez sir Normana Fostera (Foster and Partners), oficjalnie otwarty w lipcu 2002 roku. Jego konstrukcja była częścią programu „Więcej Londynu” („More London”), którego celem jest odnowienie południowego brzegu Tamizy, obszaru pomiędzy Tower Bridge a London Bridge, i budowa tam przyjaznych środowisku biurowców i centrów handlowych.

## Architektura
Budynek architektury high-tech o charakterystycznej bryle kojarzącej się z niekształtnym jajkiem, czy też kaskiem motocyklowym stał się obiektem rozpoznawalnym na całym świecie. Budowa rozpoczęła się w 2000 roku i została zakończona dwa lata później. Obiekt ma 12 kondygnacji, w tym dwie podziemne. Ratusz, będący budynkiem użyteczności publicznej, posiada sale komisji oraz salę konferencyjną, mogącą pomieścić do 250 osób.
Budynek ma 45 m wysokości. Dziesięć pięter ponad gruntem daje powierzchnię całkowitą 18 000 m², w tym powierzchni użytkowej 12 000 m². Elewacje to 7 300 m² potrójnie przeszklonych, powlekanych szyb o niskiej emisyjności. 
Wewnątrz, ponad salą konferencyjną, znajduje się spiralna rampa prowadząca na piętro dostępne dla zwiedzających.

## Użyte technologie
Zaprojektowany przy użyciu zaawansowanych technik komputerowego modelowania budynku ratusz stanowi radykalną zmianę w podejściu do formy architektonicznej. Ma ona znaczny wpływ na charakterystykę energetyczną budynku. Jego kształt i orientacja osiągają optymalną efektywność energetyczną poprzez maksymalizację cieniowania i minimalizację powierzchni narażonych na bezpośrednie działanie promieni słonecznych. Dzięki temu zapewniony jest minimalny zysk ciepła w lecie i minimalna stratę ciepła w zimie. Urzędy są naturalnie wentylowane.
Warte uwagi jest chłodzenie budynku. Jest ono realizowane za pomocą wód gruntowych. Pompy gruntowe zasilane są z ogniw fotowoltaicznych umieszczonych na dachu. Po użyciu do celów chłodniczych woda przeznaczana jest do spłukiwania toalet.

## Wybrane dane techniczne
- Każdy z 3844 szklanych paneli elewacji został wykonany oddzielnie za pomocą lasera[2].
- Ratusz jest jednym z najbardziej efektywnych energetycznie budynków w Londynie.
- Ratusz wykorzystuje około 25% energii, jakiej potrzebuje konwencjonalny budynek użyteczności publicznej podobnej wielkości[2].
- Średnia wartość współczynnika przenikania ciepła: U=0,7-0,8 W/m2K